# Ivindo
Ivindo é um departamento da província de Ogooué-Ivindo, no Gabão.